# ウィリアム・ヘンドリクセン
ウィリアム・ヘンドリクセン（William Hendriksen, 1900年 - 1982年）は、北米の改革派教会を代表する聖書学者、神学者の一人で、終末論の研究で有名である。

## 生涯
1900年にオランダで生まれ、1911年にアメリカへ移住する。カルヴィン神学校を卒業して、ミシガン州の教会で牧師を務め、その後プリンストン神学校に学び、新約学で博士号を取得する。その後、1943年にカルヴィン神学校の教授に就任する。そして、1952年に引退する。終末論に関する著作が多い。黙示録講解原理として進展的平行主義 (Progressive Parallelism) を提唱した。

## 著書
- 『ヨハネ黙示録講解』More Than Conqueror
- 『新約聖書注解』
- 『死後と終末』鈴木英昭 つのぶえ社